# Nova Almeida
Nova Almeida este un oraș în unitatea federativă Espírito Santo, (ES), Brazilia. Are o populație de 266,800 locuitori.